# Lygaeomyia tristis
Lygaeomyia tristis är en tvåvingeart som beskrevs av Aldrich 1934. Lygaeomyia tristis ingår i släktet Lygaeomyia och familjen parasitflugor. Inga underarter finns listade i Catalogue of Life.